# أرتسيم كاراليك
أرتسيم كاراليك (بالروسية: Королёк, Артём Михайлович) مواليد 20 فبراير 1996 في غرودنو، هو لاعب كرة يد بيلاروسي يلعب كمحور. يلعب حاليا مع نادي سانت رافاييل لكرة اليد ويحمل الرقم 50. مثل منتخب بيلاروسيا لكرة اليد.

## سجل المنافسة
شارك في البطولات التالية:
- بطولة العالم لكرة اليد للرجال 2017
- بطولة أوروبا لكرة اليد للرجال 2016

## روابط خارجية
- أرتسيم كاراليك على موقع الاتحاد الأوروبي لكرة اليد (الإنجليزية)